# Lago Hazar
El lago Hazar (en turco: Hazar Gölü) es un lago de agua dulce de Turquía situado en los montes Tauro, al sureste de la ciudad de Elazığ. Su importancia radica en ser el lugar donde nace el río Tigris.
- Datos: Q2380189
- Multimedia: Lake Hazar / Q2380189